# 民武里縣
民武里縣是泰國首都曼谷轄下的50個區之一。民武里縣總面積63.645平方公里。民武里縣議會有七名議員，每名議員任期四年。根據泰國官方於2017年所做的人口調查數據顯示：居住於民武里縣的總人口數量為141750人。

## 歷史
該地區曾經是暹羅國王拉瑪五世統治時期於1901年建立的一個省，1930年至1931年的經濟問題導致泰國政府解散各種行政區劃以減少開支。民武里省被取消，變成曼谷的民武里縣和叻甲挽縣，以及泰國的差春騷府農卓縣。 
拉迪魯姆國際學校（Ruamrudee International School）即位於民武里縣。